# 欧阳玄
歐陽玄（1283年—1357年），字元功，號圭齋，因避清諱，其名又作歐陽元，其先家江西庐陵，为欧阳修之后，后迁居浏阳，故为瀏陽人。
生於是元世祖至元二十年（1283年），籍貫江西，後遷居湖南瀏陽。其父歐陽龍生，入元後仕至道州路教授。歐陽玄自幼聪明，八岁能成诵，年十四下笔辄成章。元仁宗延祐二年（1315年），中式第三名进士。曾任翰林待制，兼国史院编修官，元统六年（1333年），任翰林院直学士，奉诏编修《泰定帝实录》、《明宗实录》、《文宗实录》和《宁宗实录》。官至翰林學士承旨。編有《辽史》、《金史》、《宋史》三史。又编有《太平经国》、《至正条格》、《经世大典》。至正十七年（1357年）病逝大都。赠大司徒、柱国，封楚国公，谥曰“文”。有《圭斋文集》15卷、《睽东记》傳世。